# Мар'яна Вишневецька
Мар'яна Вишневецька, у шлюбі Собеська (пол. Marianna z Wiśniowieckich Sobieska; бл. 1600 — лютий 1624) — руська княжна, старша донька магната Костянтина Вишневецького, майбутнього воєводи руського і белзького, й Ганни Василівни Загоровської. 
Змалку була «щупла, бліда та хвороблива». Рано втратила матір (до 1603 р.), тому її з сестрою Оленою виховувала бабуся, княгиня Маруша Збаразька, знана своєю войовничою православною позицією. В лютому 1620 Мар'яна пошлюбилась з польським магнатом Якубом Собеським, в посаг котрому, як вважається, принесла м. Зборів з десятьма прилеглими селами (щоправда, дослідниця Ілона Чаманська не знайшла джерел чи якихось слідів посідання даного містечка Вишневецькими). Весілля справили в Олеському замку, після чого подружжя оселилось у Золочівській резиденції Собеських.
Більшість свого часу Якуб приділяв громадським та військовим справам, часто залишаючи дружину на одинці. Вона народила 2-ох дочок (старшу назвали Терезою), проте обидві померли немовлятами; під час других пологів Мар'яна померла сама. Княжну погребли 27 березня в крипті парафіяльного костелу в Золочеві, де поховані і її діти.  
Попри смерть Мар'яни й другий його шлюб з Теофілією Данилович, Якуб Собеський до кінця життя підтримував доволі близькі стосунки з родиною першої дружини. 